# Mittag-Leffler-tétel
A  komplex analízisben Mittag-Leffler tétele azt állítja, hogy tetszőlegesen megadott pólusokhoz van meromorf függvény. Megfordítva használható arra, hogy a meromorf függvényeket parciális törtekre bontsa. Testvére Weierstrass faktorizációs tétele, ami azt állítja, hogy tetszőlegesen megadott nullhelyekhez van holomorf függvény.
A tételt a svéd Magnus Gösta Mittag-Leffler után nevezték el. 

## Állítása
Legyen D nyílt halmaz {\displaystyle \mathbb {C} }-ben, és legyen {\displaystyle E\subset D} zárt diszkrét részhalmaz. Ekkor minden {\displaystyle a} komplex számra {\displaystyle E}-ben legyen {\displaystyle p_{a}(z)} polinom {\displaystyle 1/(z-a)}-ban. Ekkor van egy {\displaystyle f} meromorf függvény {\displaystyle D}-ben, hogy minden {\displaystyle a\in E} esetén a  {\displaystyle f(z)-p_{a}(z)} függvény szingularitása megszüntethető {\displaystyle a}-ban. Eszerint  {\displaystyle f} főrésze {\displaystyle a}-ban {\displaystyle p_{a}(z)}.

## Példa
Legyen f(z) olyan, hogy az összes pozitív egészeken egyszerű pólusa van, és reziduuma 1! A fenti jelölésekkel legyen 
{\displaystyle p_{k}={\frac {1}{z-k}}}
és  {\displaystyle E=\mathbb {Z} ^{+}}. A Mittag-Leffler-tétel azt állítja, hogy van egy {\displaystyle f} meromorf függvény, aminek főrésze {\displaystyle p_{k}(z)} minden pozitív {\displaystyle z=k} esetén. Ez az {\displaystyle f} megfelelő lesz. Konstruktívabban,
{\displaystyle f(z)=z\sum _{k=1}^{\infty }{\frac {1}{k(z-k)}}}.
Ez a sorozat normálisan konvergál teljes {\displaystyle \mathbb {C} }-n a kívánt függvényhez, ahogy az a Weierstrass-féle M-teszttel is igazolható.

## Meromorf függvények pólus kiterjesztései
Néhány példa meromorf függvények pólus kiterjesztéseire:
{\displaystyle {\frac {1}{\sin(z)}}=\sum _{n\in \mathbb {Z} }{\frac {(-1)^{n}}{z-n\pi }}={\frac {1}{z}}+2z\sum _{n=1}^{\infty }(-1)^{n}{\frac {1}{z^{2}-(n\,\pi )^{2}}}}
{\displaystyle \cot(z)\equiv {\frac {\cos(z)}{\sin(z)}}=\sum _{n\in \mathbb {Z} }{\frac {1}{z-n\pi }}={\frac {1}{z}}+2z\sum _{k=1}^{\infty }{\frac {1}{z^{2}-(k\,\pi )^{2}}}}
{\displaystyle {\frac {1}{\sin ^{2}(z)}}=\sum _{n\in \mathbb {Z} }{\frac {1}{(z-n\,\pi )^{2}}}}
{\displaystyle {\frac {1}{z\sin(z)}}={\frac {1}{z^{2}}}+\sum _{n\neq 0}{\frac {(-1)^{n}}{\pi n(z-\pi n)}}={\frac {1}{z^{2}}}+\sum _{n=1}^{\infty }{\frac {(-1)^{n}}{n\,\pi }}{\frac {2z}{z^{2}-(n\,\pi )^{2}}}}

## Bizonyítása
Jegyezzük meg, hogy ha  {\displaystyle E} véges, akkor legyen {\displaystyle f(z)=\sum _{a\in E}p_{a}(z)}. Ha {\displaystyle E} nem véges, akkor legyen {\displaystyle S_{F}(z)=\sum _{a\in F}p_{a}(z)}, ahol F véges részhalmaza E-nek. Ha {\displaystyle S_{F}(z)} nem konvergál, ha megközelíti F az E-t, akkor alkalmasan választott racionális függvényeket levonva a konvergencia biztosítható. A főrész változatlan marad, ha ezeknek a függvényeknek nincs pólusuk D-ben.

## Fordítás
Ez a szócikk részben vagy egészben  a   Mittag-Leffler's theorem című angol Wikipédia-szócikk fordításán alapul.  Az eredeti cikk szerkesztőit annak laptörténete sorolja fel. Ez a jelzés csupán a megfogalmazás eredetét és a szerzői jogokat jelzi, nem szolgál a cikkben szereplő információk forrásmegjelöléseként.